# Gerard Olivé
Gerard Olivé (la Garriga, 1978) és un emprenedor català que ha participat en la creació d'empreses com Wallapop o Glovo.
Tercer de quatre germans, va estudiar Comunicació Audiovisual a la Blanquerna de Barcelona. El 1999 va estar un temps a Nova York. Després va treballar tres anys a l'agència de publicitat Netjuice a Madrid i Barcelona. El 2006 va crear la consultora especialitzada en màrqueting digital WebRepublic, que anys després es va convertir amb BeRepublic amb Jordi Sanllehí. El 2015 va crear l'agència de publicitat BeAgency amb Micky Ribera, Blanca Martorell i Rafa Ferrater. També és cofundador d'Antai Venture Builder, amb Miguel Vicente, des d'on ha participat en la creació d'empreses com Wallapop, Cornerjob, Glovo, Deliberry, ProntoPiso o Dribo, entre d'altres. El 2010 l'escola de negocis IESE el va considerar com un dels vint joves emprenedors més influents. També ha impartit diverses conferències. Ha competit en esqui i trial.